# Георги Торникий
Георги Торникий (на гръцки: Γεώργιος Τορνίκης) е византийски теолог, автор и архиерей от средеата на XII век. Бил част от изтъкнат кръг от ерудити, формирал се около Анна Комнина, след като тя се оттеглила от обществения живот и се оттдала на творчество. През 1155 г. е избран за митрополит на Ефес, след като заемал различни преподавателски и административни длъжности в Константинополската патриаршия. Корпус с творбите му е оцелял в сборник от XIV век, съхраняващ се Виенската библиотека – Cod. Vind. phil. graec. 321., който съдържа преписи на творби от XII век. В кодекса се съдържат преписи на 25 писма на Георги Торникий, адресирани до различни светски и църковни лица, три негови инаугурационни речи, произнесени в Патриаршеската школа, едно изповедание на вярата, засягащо актуален по негово време богословски спор, чернова на писмо от Торникий, написано от името на император Мануил I до римския папа Александър III, както и едно обширно надгробно слово за Анна Комнина, което написал малко след смъртта ѝ.

## Живот и кариера
Малкото, което се знае за живота на Георги Торникий, е извлечено от съдържанието на творбите му. Известно е, че е роден и израснал в Тива и бил член на известния и богат род на Торниките, които имали арменски или грузински корени и чийто представител Лъв Торникий прави неуспешен опит да завземе властта от император Константин IX Мономах през 1047 г. Според изчисления на Жан Дарузе, той е роден най-вероятно между 1110 и 1120 г. Майката на Георги Торникий била племенница на архиепископа на България – най-вероятно архиепископ Теофилакт Охридски. Георги имал двама братя – Димитър Торникий и Лъв Торникий. Димитър Торникий става високопоставен дворцов сановник – притежавл ранга севаст, и в различни прериоди бил критий на велума, логотет на дрома и каниклий. За него Георги Торникий ходатайства в писма до Андроник Комнин от 1154 г. и до драчкия и охридски дука Алексий Дука от 1156 г. Другият брат Лъв известно време замал някаква длъжност в Атина. Известен е и братовчед на Георги Торникий на име Евтимий, който бил патриаршески нотарий. Този братовчед е идентифициран от Робърт Браунинг като бъдещия архиепископ на Патра Евтимий Торникий, когото латините прогонили от епархията му през 1204 г. Този Евтимий Торникий бил син на логотета на дрома Димитър Торникий и племенник на известния архиепископ на Неопатрия Евтимий Малаки – близък приятел на солунския митрополит Евстатий, за когото съчинил надгробно слово. Това дава основание да се смята, че по някакъв начин Георги Торникий се е намирал и в роднински връзки със семейство Малаки. За ранните години от живота на Георги Торникий не се знае нищо, освен че бил много близък с Анна Комнина и семейството ѝ по време на дългите години, които тя прекарала далеч от обществения живот след смъртта на баща ѝ Алексий I през 1118 г.
Сравнително млад, Георги Торникий се изкачва бързо в църковната йерархия, което освен с високата му ерудиция, се обяснява и с влиятелните връзки на семейството му в столицата и с покровителството на патриарх Козма I Атик. Около 1147 г. Георги Торникий започва работа като дидаскал на Псалтира (преподавател на Псалтира) в Патриаршеската школа, която функционирала в „Света София“. На тази позиция Георги Торникий станал най-младшият от тримата професори по телогия в школата, а едно от съхранениете му произведения е неговата инаугурационна реч, която произнесъл при постъпването си на служба. Няколко години по-късно станал дидаскал на Евангелието и оглавил Патриаршеската школа. До 1154 г. вече заемал административната длъжност ипомниматограф (ύπομνηματογράφος), с което станал отговорен за изготвянето на документите, подписвани от патриарха, а това го направило част от висшия клир в Патраршията. Високите литературни качества и владеенето на реториката до съвършенство били критериите, на които трябвало да отговарят хората, назначавани на тази служба през XII век, каквито били впрочем и изискванията към титулярите на длъжността пазител на мастилницата (каниклий) – съответстващата ѝ позиция в императорската канцелария.
Следващият етап в кариерното развитие на човек, достигнал позицията на Георги Торникий в патриаршеската канцелария, се очаквало да бъде назначаването му на архиепископска длъжност и оглавяването на някоя от епископските катедри на Патриаршията. В този момент обаче спънка в кариерата на Торникий се оказва страната, която той заема по въпроси, които стояли на дневен ред в Патраршията. Така на пример в някои от писмата си от това време съобщава за враждебното отношение на хора от антуража на патрарха, от които търпял най-вече критики заради лоялното си отношение към покойния патрарх Теодот II, чието християнско погребение Герги Торникий пламенно защитавал, въпреки че партията около Сотирих Пантевген обвинявала покойния не само във връзки с някои членове на императорското семейство, намиращи в немилост, но и в симпатии към богомилската ерес. Най-голям опонент на Георги Торникий по това време се оказва споменатият Сотирих Пантевген, с когото тясносвързан се оказва и наследникът на Торникий като ръководител на Патраиршекста школа – Михаил Солунски. Торникий успял да получи реванш едва когато Пантевген и Михаил Солунски са осъдени като еретици през 1157 г. Когато на патраиршеската катедра поставили нов патраирх през 1154 г., пред Георги Торникий се открили нови възможности – името му попада в списък с трима кандидати за овакантената архиепископска катедра на Коринт, където Герги Торникий освен всичко щял да бъде близо до майка си, която все още живеела в семейния дом в Тесалия. Той обаче оттеглил кандидатурата си, тъй като бил посъветван да го направи от своя високопоставен и добре информиран приятел – номофилакса Теодор Пантехни.
През 1055 г. Георги Торникий е назначен за архиепископ на Ефес – несъмнено по-престижна църковна провинция от Коринт, която не се славела с богатството си. За да подготви пристигането си в подчинената му църковна област, Георги Торникий изпратил в Ефес братовчед си Евтимий, когото снабдил с официални писма, адресирани до светски управители, чиито юрисдикции попадали в границите на църковната бласт – до дука на тема Тракезион Алексий Кондостефан и до неговия наместник в Ефес. Освен това изпратил и писмо до митрополита на Смирна – съседна на Ефеската митрополия.
Подготовката за пристигането на Торникий обаче не смекчила шока, който той изпитал, когато пристига в провинциален Ефес – подобно на други свои колеги, които били принудени да заменят живота в изтънчения но тесен свят на столицата срещу отговорен пост в провинцията, писмата на Торникий, изпратени от Ефес, са пропити със самосъжаление: Торникий бил отчаян от състоянието на града и неговоте църкви – катедралата „Свети Йоан Богослов“ била в плачевно състояние, покривът ѝ течал, вътре гнездяли птици, а парчета от мозайката падали върху главата му; в града процъфтявали ереси, а жителите му били незаинтересовани и недружелюбни. Наложило се Георги Торникий да изпраща писма до влиятелни хора и покровители в столицата, за да търси помощ и съдействие – до първия министър Теодор Стипиот, до номофилакса Пантехни, до членове на императорското семейство, в това число и писмотото му до Ирина Дукина, дъщерята на някогашната му покровителка Анна Комнина, както и до сина ѝ Алексий Дука. В много от писмата си Торникий изразява готовност да се откаже от катедрата и да се върне в столицата.
Едно от първите му действия в Ефес било да пътува до Филаделфия, за да се срещне с дука на Тракезион Алексий Кондостефан, с когото трябвало да обсъди лошото отношение на дука към епископа на Палеопол – една от епархиите, подчинени на ефеския митрополит. Друга задача била да се назначат епископи на овакантените епархии в областта, какъвто бил случаят с епископската катедра на Пиргион, заради която Торникий получил писмо от Исак Комнин – братовчед на императора, – който се обръщал към митрополита в качеството си на монах, желаейки епископския престол да бъде даден на еклесиарха на неговия манастир. Георги Торникий първоначално смятал да отхвърли молбата, но преценил, че ще му е по-изгодно, ако не разочарова представителя на управляващата династия.
Нищо не се знае за Георги Торникий след 1156 г., когато присъствал на събрание на патриаршески синод, но не бил сред присъстващите на синода от май 1157 г., на който осъдили Пантевген. Според Дарузе той починал в периода 1156/1157 г. Според Робър Брауинг Торникий починал между май 1166 и юли 1667 г., като през май 1157 г. най-вероятно се е намирал в Ефес и е останал там и през следващите години, докато не се появява отново през 1166 г. в Константинопол, където император Мануил I му поверил да изготви императорския отговор на едно писмо, получено от римския папа по въпроса за унията на църквата, в който Торникий защитава идеята за уния, основана върху първенството на Константинополската патриаршия. Повече сведения за Георги Торникий липсват, а на 10 юли 1167 г. митрополит на Ефес вече бил някой си Николай.

## Издания
- Darrouzes, J. (ed) (1970). Georges Et Demetrios Tornikes. Lettres Et Discours. Paris: Editions du Centre national de la recherche scientifique, https://www.scribd.com/document/373384886/Georges-Et-Demetrios-Tornikes-Lettres-Et-Discours-J-Darrouzes

### Цитирана литература
- Angold, M. (1995). Michael Italikos and George Tornikes.. Church and Society in Byzantium under the Comneni, 1081–1261.. Cambridge University Press (published online on 06 July 2010), pp. 173-178, https://www.cambridge.org/core/books/abs/church-and-society-in-byzantium-under-the-comneni-10811261/michael-italikos-and-george-tornikes/73271CC5441DB96FDD4C27465EE1CAD8
- Browning, Robert (1963). The patriarchal school at Constantinople in the twelfth century (Continuation). – Byzantion, 33(1),  11–40, JSTOR 44169069, http://jstor.org/stable/44169069
- Browning, R. (1962). An unpublished funeral oration on Anna Comnena. Proceedings of the Cambridge Philological Society, Second Series, vol. 8 (published online on 28 February 2013 by Cambridge University Press), pp. 1-12, doi:10.1017/S0068673500005290, https://doi.org/10.1017/S0068673500005290
- ((en)) Kazhdan, Alexander (ed) (1991). The Oxford Dictionary of Byzantium. Oxford and New York: Oxford University Press, ISBN 0-19-504652-8, COBISS.BG-ID: 1107246820, https://archive.org/details/odb_20210521/mode/2up
- ((en)) Jeffreys, M. et al. (eds) (2016). Prosopography of the Byzantine World. King's College London, ISBN 978-1-908951-20-5, https://pbw2016.kdl.kcl.ac.uk